# Little Saughall
Little Saughall var en civil parish från 1866 till 1948 då den blev en del av Saughall, i grevskapet Cheshire, i England. Civil parish var belägen 4 km från Chester och hade 304 invånare år 1931.